# フェラーリ・275S

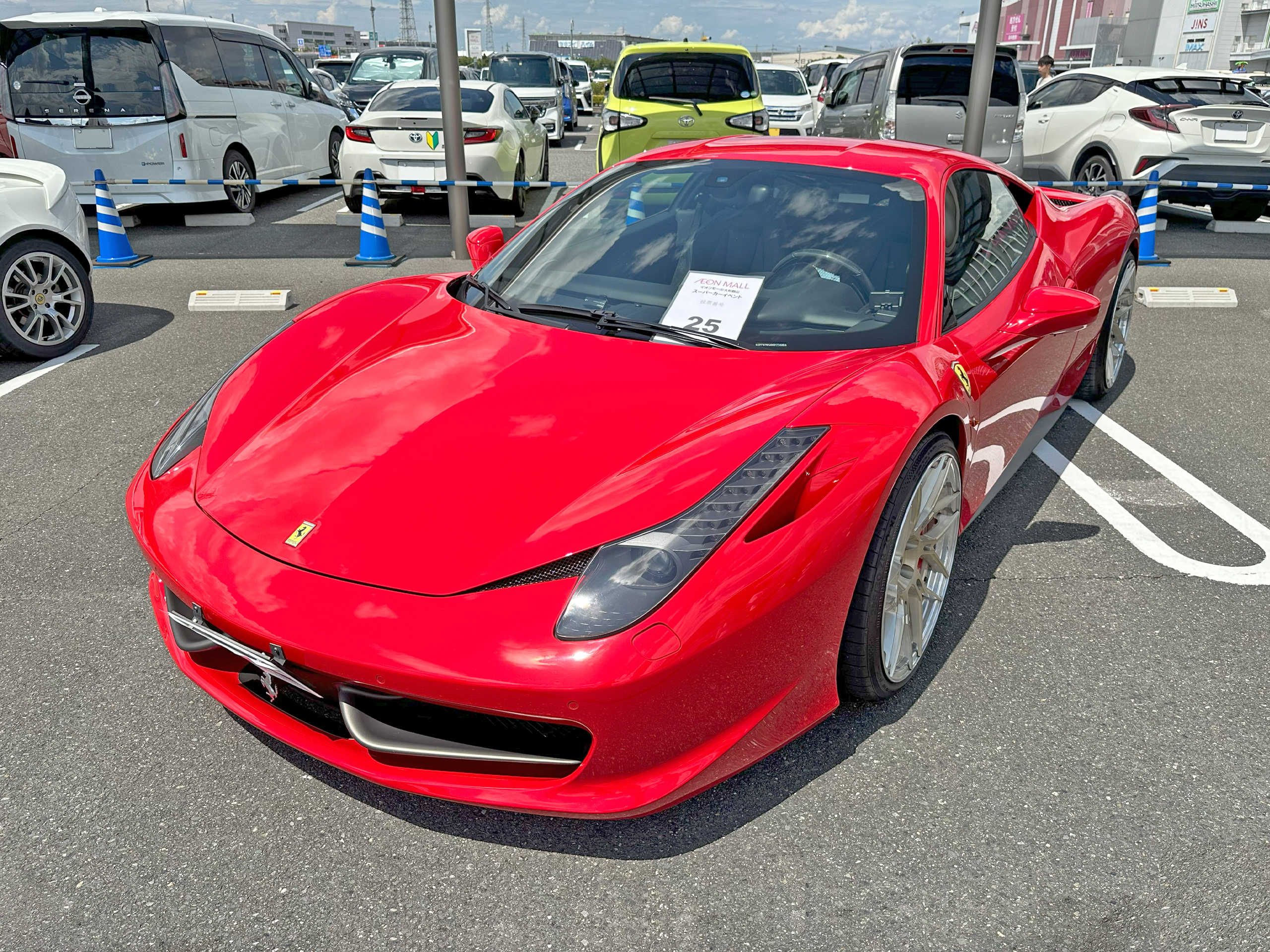
フェラーリの画像

フェラーリ・275S（Ferrari 275 S）は1950年にフェラーリによって2台のみ製造されたレーシングカーである。

## 概要
275Sは1.5L コロンボV12エンジンに代わるエンジンとして開発されランプレディ設計のV12エンジンを搭載した最初のフェラーリである。このエンジンはF1向けに開発されたエンジンで、性能をテストするために275Sに搭載された。
このエンジンは72×68mm (2.8×2.7インチ)のボアとストロークで3,322.34ccの排気量を誇る。圧縮比は8:1で、最高出力は270PS (199kW;266hp)/7,200rpm、最高速度は240km/hだった。
シャーシは166MMのものを改良したスチールチューブによって作られたラダーフレームを採用している。ホイールベースは2,250mm (88.6インチ)。
フロントサスペンションは独立型で、リアには半楕円のスプリングを備えたライブアクスルを搭載しており、ブレーキは全輪ドラムブレーキ。
1950年のミッレミリアに0030MTと0032MTの2台が参戦したが、トランスミッションに問題が発生し、2台共完走することはできなかった。その後も275Sは数回レースに参戦し、最初は芳しくなかったエンジンも性能を発揮し、予定通り275 F1にこのランプレディエンジンが搭載されることになった。
その後1950年から1951年にかけて、2台のエンジンは4.1Lのランプレディエンジンにアップグレードされたが、最高出力は220PS (162kW; 217hp)に低下した。
0030MTはカロッツェリア・スカリエッティによって改造が施され、この個体は275S/340アメリカ バルケッタと呼ばれている。s/n 0030MTは2015年のRMサザビーズが主催するオークションに登場し、7,975,000米ドル(約11億9130万円)で落札された。